# AV Alta Football Club
L'AV Alta Football Club, conosciuto più semplicemente come AV Alta o semplicemente Alta, è un club calcistico professionistico statunitense con base a Lancaster, in California e che milita nella USL League One, campionato di terza divisione. Disputa le proprie partite casalinghe presso il Lancaster Municipal Stadium, impianto dotato di una capienza pari a 5.300 posti.

## Storia
Il 4 ottobre 2023 la United Soccer League annunciò ufficialmente l'ingresso di una nuova franchigia proveniente dalla città di Lancaster, in California, che avrebbe partecipato alla USL League One a partire dalla stagione 2025. Il 17 maggio 2024 il club annunciò i suoi colori, il suo stemma ed il suo nome ufficiale, il quale contiene la sigla, "AV", con cui è localmente nota l'Antelope Valley, la vallata al cui interno sorge la città di Lancaster, mentre "Alta" è un riferimento alla florida industria aerospaziale della zona nonché al nome con cui era precedentemente nota la regione dell'Alta California.
Il primo incontro ufficiale della storia del club si disputò il 15 marzo 2025 in occasione della sconfitta di campionato per 2-0 sul campo del South Georgia Tormenta, mentre la prima vittoria ufficiale arrivò pochi giorni dopo, il 18 marzo, nella vittoria casalinga per 3-1 contro il Ventura County Fusion nel primo turno di U.S. Open Cup.

## Stadio
Il club disputa le proprie sfide casalinghe presso il Lancaster Municipal Stadium, impianto noto anche col nome di The Hangar e utilizzato fino al 2020 come casa della squadra di baseball dei Lancaster JetHawks. A seguito di lavori di ristrutturazione costati 17 milioni di dollari, l'impianto è stato riconfigurato per ospitare partite di calcio e ha ora una capienza pari a 5.300 posti.